# Châtel
Pour les articles homonymes, voir Chatel.
Ne doit pas être confondu avec Le Châtel.
Châtel est une commune française située dans le département de la Haute-Savoie, en région Auvergne-Rhône-Alpes et limitrophe avec la Suisse. Village d'altitude situé au fond du val d'Abondance, dans le Chablais savoyard, la commune comptait 1 168 habitants en 2022.
Châtel est également une commune touristique station de sports d'hiver et d'été, à quelques pas d'Avoriaz. Son domaine skiable fait partie des 14 stations des Portes du Soleil.
Les habitants de Châtel sont appelés les « Châtelans » et les « Châtelanes ». Le village dispose d'infrastructures de base telles qu'une école, une bibliothèque, un centre culturel et des installations sportives.

## Géographie

### Situation

#### Localisation
Châtel est, à 1 200 m d'altitude, le dernier village du val d'Abondance. Située dans le Chablais français, massif du nord des Préalpes, à la frontière du canton du Valais, Châtel est une station de moyenne montagne. Le village est arrosé par la Dranse d'Abondance, qui prend sa source près du hameau de Plaine Dranse et rejoint la Dranse de Morzine avant de se jeter dans le lac Léman entre Thonon-les-Bains et Évian-les-Bains.
La Plaine Dranse est un hameau situé à 1 637 mètres d'altitude sur le territoire de la commune.

#### Voies de communication et transports

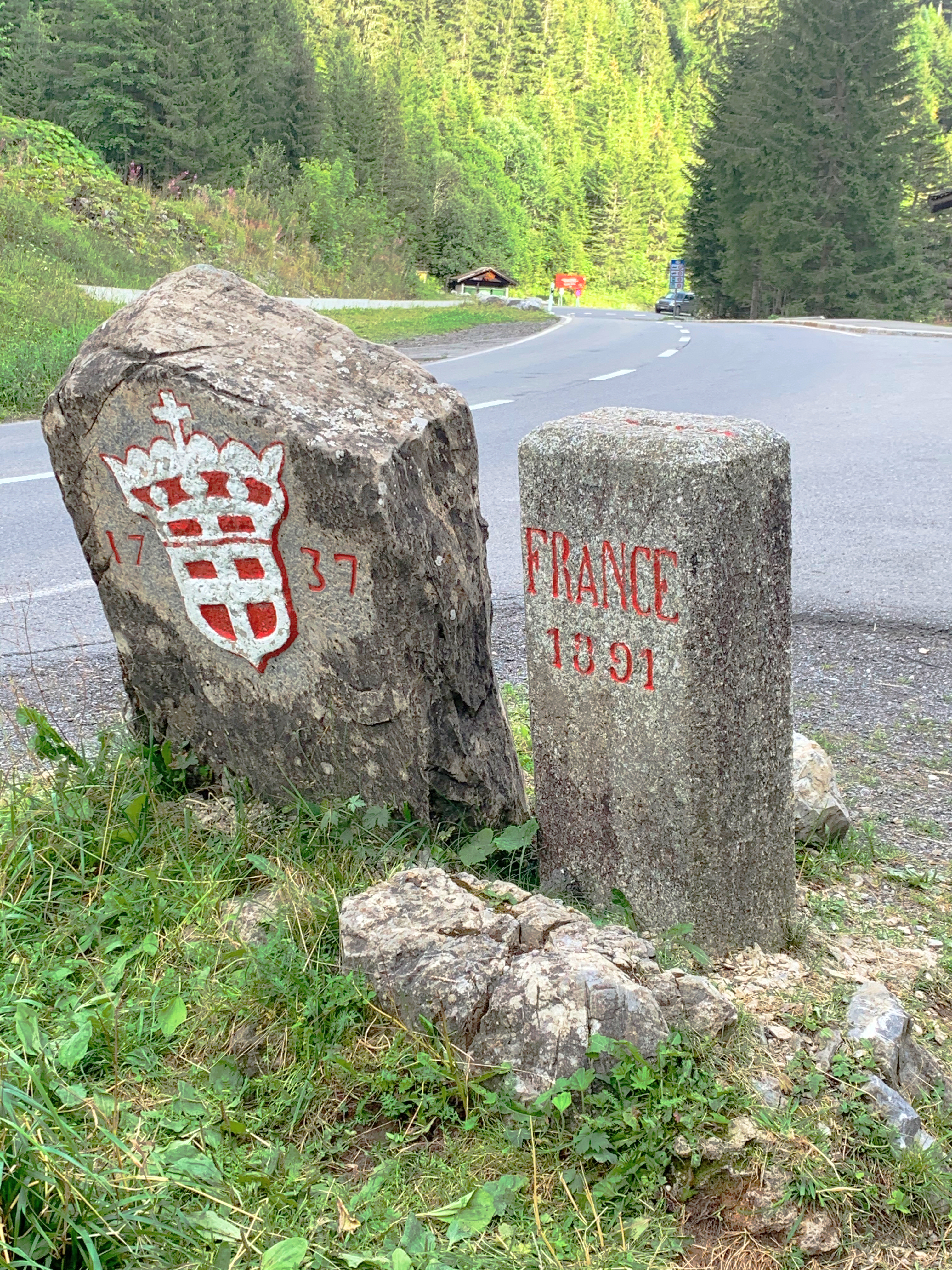
Les bornes suisses et françaises (vues côtés français à Châtel) situées sur la frontière entre la France et la Suisse, au Pas de Morgins, au bord de la Route des Frasses (D22 côté français).

La route départementale 22 permet de relier Châtel à Thonon-les-Bains, situé à une quarantaine de kilomètres (45 minutes environ) au nord-ouest. Le Pas de Morgins marque la frontière avec le canton suisse du Valais et la station de Morgins.
Bien que la station d'Avoriaz soit limitrophe de Châtel, il n'y a pas de route permettant de rejoindre directement Avoriaz ou Morzine en voiture, il est nécessaire de contourner le massif du Mont de Grange. En revanche, la liaison à ski entre les deux stations est directe.
Les transports en commun d'Évian-les-Bains (ÉVA'D) desservent la commune.

## Urbanisme

### Typologie
Au 1er janvier 2024, Châtel est catégorisée commune rurale à habitat dispersé, selon la nouvelle grille communale de densité à sept niveaux définie par l'Insee en 2022.
Elle appartient à l'unité urbaine d'Abondance, une agglomération intra-départementale regroupant trois  communes, dont elle est ville-centre,,. La commune est en outre hors attraction des villes,.

### Occupation des sols
L'occupation des sols de la commune, telle qu'elle ressort de la base de données européenne d’occupation biophysique des sols Corine Land Cover (CLC), est marquée par l'importance des forêts et milieux semi-naturels (89,6 % en 2018), en diminution par rapport à 1990 (90,9 %). La répartition détaillée en 2018 est la suivante : 
forêts (43 %), milieux à végétation arbustive et/ou herbacée (37,5 %), espaces ouverts, sans ou avec peu de végétation (9,1 %), zones urbanisées (6,5 %), prairies (3,9 %).
L'IGN met par ailleurs à disposition un outil en ligne permettant de comparer l’évolution dans le temps de l’occupation des sols de la commune (ou de territoires à des échelles différentes). Plusieurs époques sont accessibles sous forme de cartes ou photos aériennes : la carte de Cassini (XVIIIe siècle), la carte d'état-major (1820-1866) et la période actuelle (1950 à aujourd'hui[Quand ?]).

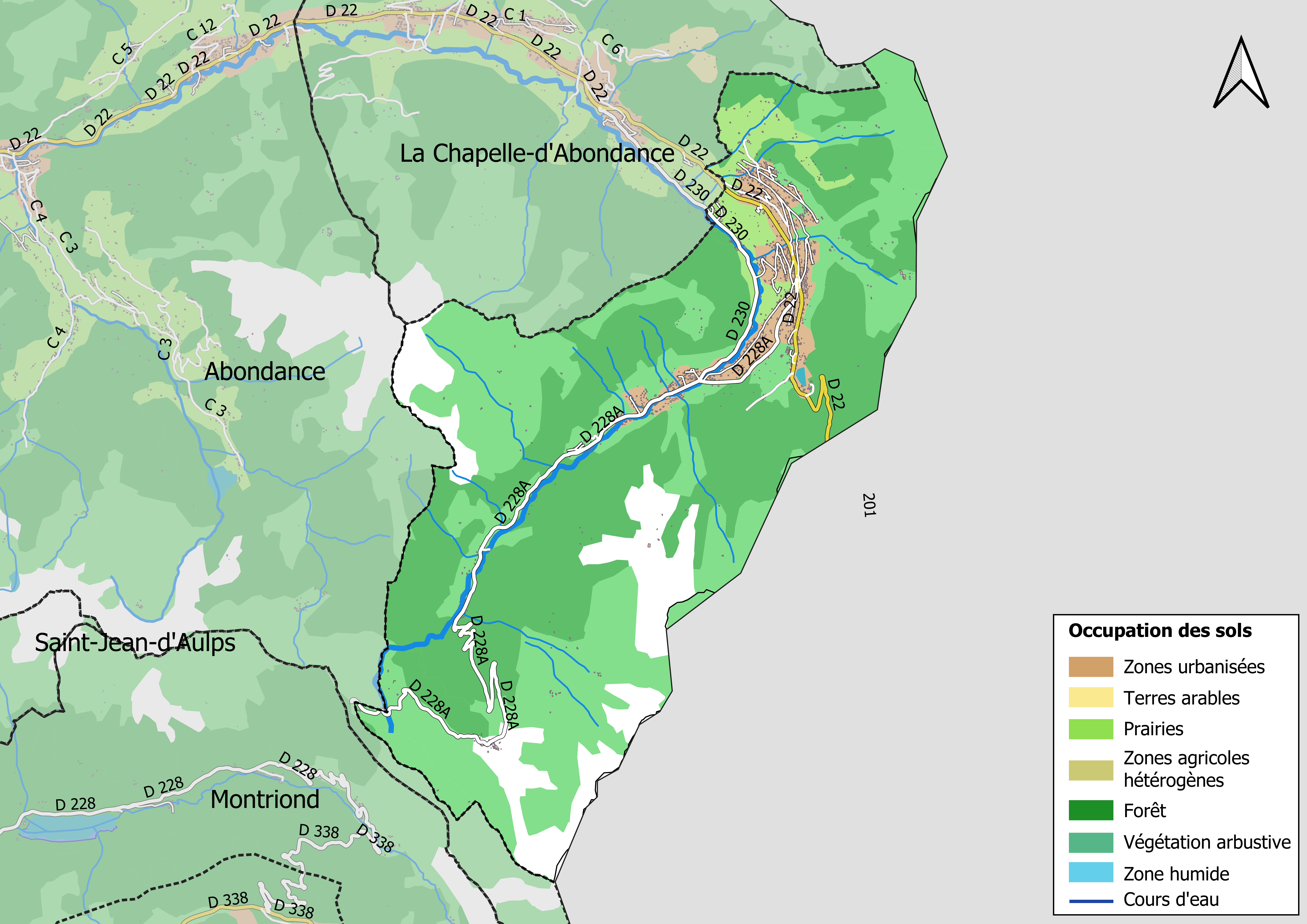
Carte des infrastructures et de l'occupation des sols en 2018 (CLC) de la commune.
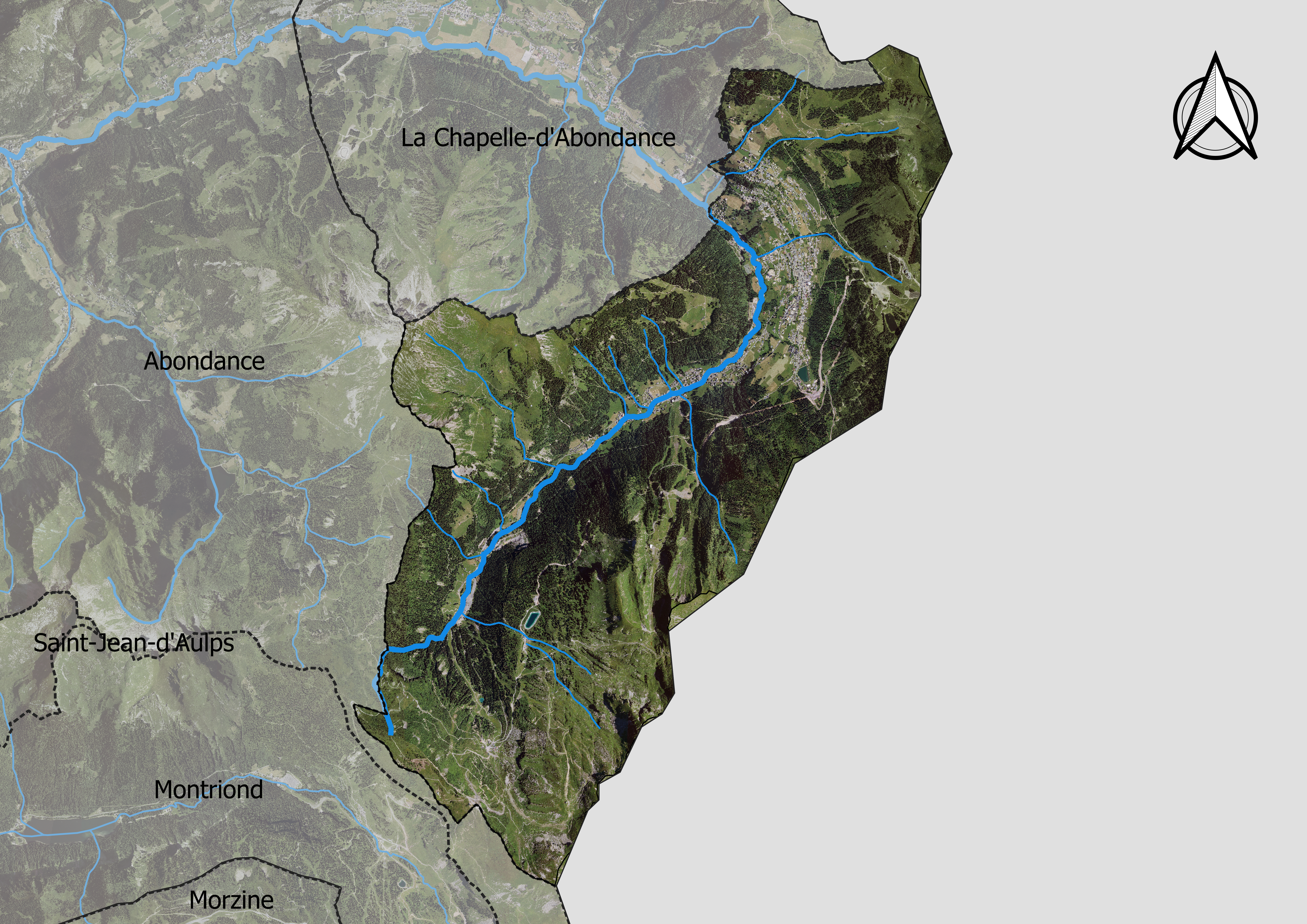
Carte ortho photogrammétrique de la commune.

#### Logement
Selon l'INSEE en 2018, Châtel comptait 592 résidences principales et 4.436 résidences secondaires.

## Toponymie
« Châtel » est un toponyme dérivant du latin castella (pluriel de castellum) désignant un château. Ernest Nègre donne un dérivé du francoprovençal chate(l) qualifiant un « village fortifié ». Il apparaît donc probable que le site accueillait un ancien château, mais dont ni traces physiques ni mentions dans les documents connus n'ont perduré jusqu'à nos jours.
En francoprovençal, le nom de la commune s'écrit Shâté (graphie de Conflans) ou Chatél (ORB).
Ses habitants sont appelés les Châtellanes et les Châtellans.

## Histoire

### Antiquité et période médiévale
Vers la fin du Ve siècle, une tribu burgonde, chassée par les Huns, se fixe dans la vallée d'Abondance. En majorité catholiques, ils apportent leur religion et leur culte et vivent de l'élevage du mouton, filant la laine et cultivant le lin et le chanvre dans une vallée couverte d'épaisses forêts qu'il faudra défricher.
En l'an 516, saint Sigismond, roi de Bourgogne, confie les intérêts de la vallée d'Abondance aux moines augustins de l'abbaye de Saint-Maurice, en Valais. Les religieux essayèrent, à plusieurs reprises, de se fixer dans la vallée d'Abondance pour y exercer le ministère des âmes. Ils s'établirent tout d'abord, sous les Crêts, à 600 mètres du chef-lieu d'Abondance, mais un éboulement ravagea leur construction. Ils s'établiront ensuite à la Chapelle des Frasses (d'Abondance) : mais là, ce n'était pas un point central pour une population de plus en plus importante.
C'est alors qu'Abondance fut choisie : un prieuré fut créé et toute la vallée ne faisait alors qu'une seule paroisse. Vers les années 1140, le prieuré fut élevé à la dignité d'abbaye.
Ensuite, en remontant la vallée et en défrichant, les populations s'installèrent à La Chapelle, érigée en paroisse, avec saint Maurice comme patron (et Châtel en dépendit pendant de nombreuses années !). Par la suite, les moines installèrent également une petite communauté à Châtel afin de bien assurer le ministère des âmes : à Châtel, le presbytère actuel, par l'ancienne distribution de ses pièces et la forme de sa toiture, rappelle le style des Chartreux (près de Grenoble). Or, nous sommes à la période où saint Bruno fonde l'ordre des Chartreux.
À cette époque, il n'y avait pas de vastes pâturages : les forêts recouvraient presque toute la vallée.
Le père abbé distribuait des portions de territoire aux habitants pour subvenir à leurs besoins.
En 1422, une chapelle dédiée à saint Laurent est édifiée (on trouve aujourd'hui[Quand ?] sur l'emplacement l'église Saint Laurent). La chapelle permettait de desservir les hameaux d'altitude de Chastel, Mollie et Lessert, leur évitant de se rendre à l'église située à La Chapelle-d'Abondance.

### XVIesiècle
Les deux communes actuelles de Châtel et de La Chapelle étaient groupées en une même circonscription mais un litige naquit en 1590 à propos des pâturages : les habitants de Châtel n'admettaient pas que les troupeaux de leurs voisins viennent brouter « dans leurs fraîches et verdoyantes prairies ». Par ailleurs, des plaintes se font sur l'éloignement de l'église de La Chapelle-d'Abondance difficilement accessible en hiver et également aux infirmes ou personnes âgées. Le 2 juillet 1645, la séparation est prononcée : Châtel est érigée en paroisse qui comptait une cinquantaine de feux ou foyers. L'indépendance paroissiale est obtenue en 1728.

### XVIIIesiècle
Du XVIIIe siècle aux années 1950, la douane de Châtel a été très active dans la lutte contre la contrebande montagnarde sur le sel, le sucre, le café, le chocolat, le tabac ou même les cloches de vaches. Le musée de la Vieille Douane retrace cet épopée.

### Le développement touristique
La commune, comme toutes celles du duché de Savoie, est unie à la France lors de l'Annexion de 1860. Les habitants de la vallée vivaient alors pauvrement de l'exploitation du bois, de l'agriculture, puis de la contrebande (le haut de la vallée). Toutefois la vocation touristique est évoquée au lendemain de l'Annexion par Dessaix, indiquant notamment la présence d'une source sulfureuse. Le premier établissement hôtelier est édifié dans les années 1880. Tournée dans un premier temps vers un tourisme estival, la commune évolue vers le tourisme associé aux sports d'hiver à partir des années 1950. Une partie des habitants du bas de la commune deviennent ouvriers ruraux dans les villes de Thonon et Évian.
Juste après la Seconde Guerre mondiale s'ouvrit une vocation hivernale pour Châtel : l'inauguration du premier téléski. La grande aventure « neige » va commencer. En quarante ans, le petit village de Châtel va devenir la plaque tournante des Portes du Soleil, épopée « remontées mécaniques », marquée par les étapes principales suivantes :
- de 1946 à 1966 : le téléski de Vonnes, qui allait ouvrir une vocation hivernale à Châtel. Construction du télésiège de Super-Châtel, du télésiège du Morclan, du téléski du Coq, du téléski du Corbeau, de la 1re télécabine de Super-Châtel et enfin, du téléski de Chalet Neuf (1re liaison franco-suisse) ;
- de 1967 à 1984 :
  - équipement du Linga : le 1er télécabine, les télésièges des Combes, de Pré-la-Joux, des Rochassons (liaison directe Châtel-Avoriaz), de la Chaux des Rosées, le 2e tronçon Linga, le téléski de l'Aity, le stade de slalom. Et aussi, le télésiège de Cornebois, les téléskis du Pied (départ télécabine Linga) et du Clos,
  - équipement de Super-Châtel : les télésièges du Crêt, de Conches, du Morclan (liaison ultra-rapide vers la Suisse et Torgon).

Depuis 1985, construction du télécabine 10 places de Super-Châtel et du Linga, du télésiège de Plaine-Dranse et de Barbossines, le récent télésiège de Pierre Longue et bientôt, le nouveau télésiège (6 places) de la Chaux des Rosées.
Et entre-temps, en 1975, étape importante : signature des statuts des Portes du Soleil. La station avance : un pas en avant dans le massif du Linga... un pas dans le secteur du Morclan.
En janvier 2015, après six mois d'intenses travaux, la liaison par deux télésièges « Gabelou » et « Portes du Soleil » reliant les domaines du Linga et de Super-Châtel est mise en service et inaugurée en présence de nombreuses personnalités politiques, dont M. Gérard Larcher, président du Sénat, et aux sons de la Musique de la Garde Républicaine qui avait détaché une formation de 50 musiciens en hommage aux 50 ans de la création du domaine des Portes du Soleil en 2015. Cette nouvelle liaison inter-domaines permet de combler la dernière connexion qui manquait au domaine des Portes du Soleil[Quoi ?].

## Politique et administration

### Situation administrative
Châtel appartient au canton d'Évian-les-Bains, qui compte selon le redécoupage cantonal de 2014 33 communes. Avant ce redécoupage, la commune appartenait au canton d'Abondance, dont Abondance  était le chef-lieu.
À l'origine, les six communes de l'ancien canton d'Abondance, correspondant au territoire de la vallée homonyme, ont formé le syndicat intercommunal à la carte de la vallée d'Abondance (SICVA). Ce SIVOM a laissé sa place à la communauté de communes de la vallée d'Abondance (2CVA), en 2013. Depuis 2017 Châtel fait partie de la nouvelle intercommunalité du Pays d'Evian et de la Vallée d'Abondance (CCPEVA).
Châtel relève de l'arrondissement de Thonon-les-Bains et de la cinquième circonscription de la Haute-Savoie, dont le député est Marc Francina (UMP) depuis les élections de 2012.

### Tendances politiques
Les électeurs de la commune sont majoritairement conservateurs lors du second tour de l'élection présidentielle française de 2012, en accordant 86,19 % de leurs voix aux candidat de l'UMP, Nicolas Sarkozy, soit près du double de la moyenne nationale[réf. nécessaire].

### Administration municipale

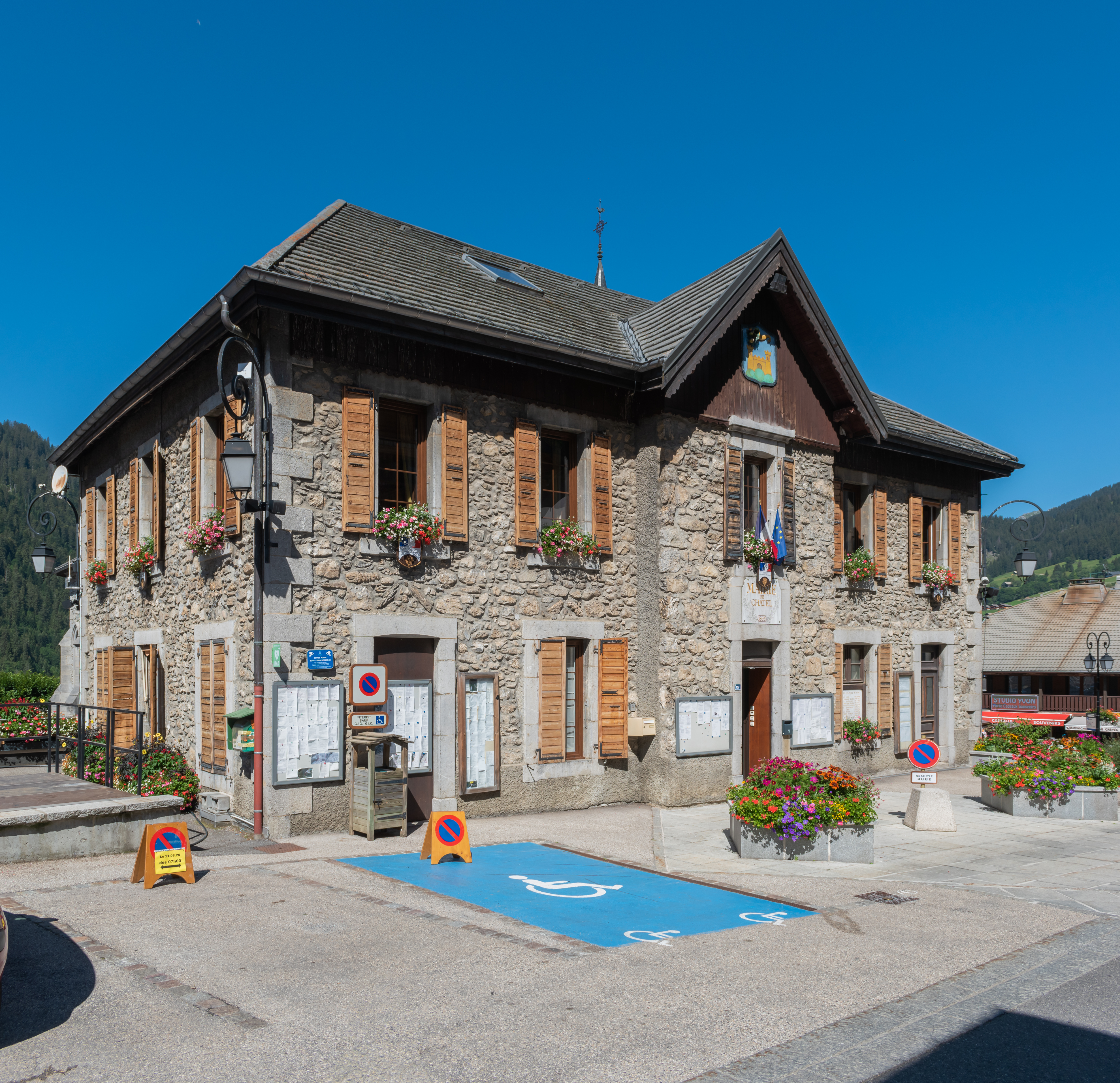
Mairie de Châtel.

### Les maires
| Période                                  | Période   | Identité        | Étiquette | Qualité                  |
| ---------------------------------------- | --------- | --------------- | --------- | ------------------------ |
| mars 1971                                | mars 2001 | André Crépy     | SE        | ...                      |
| mars 2001                                | mars 2008 | Philippe Thoule | SE        | ...                      |
| mars 2008                                | En cours  | Nicolas Rubin   | UMP-LR    | Conseiller départemental |
| Les données manquantes sont à compléter. |           |                 |           |                          |

### Jumelages
La commune de Châtel est jumelée avec :
- Bœrsch (France) ;
- Mont-Tremblant (Canada) ;
- Seraing (Belgique) ;
- Vias (France).

Villes avec lesquelles la commune de Châtel est jumelée
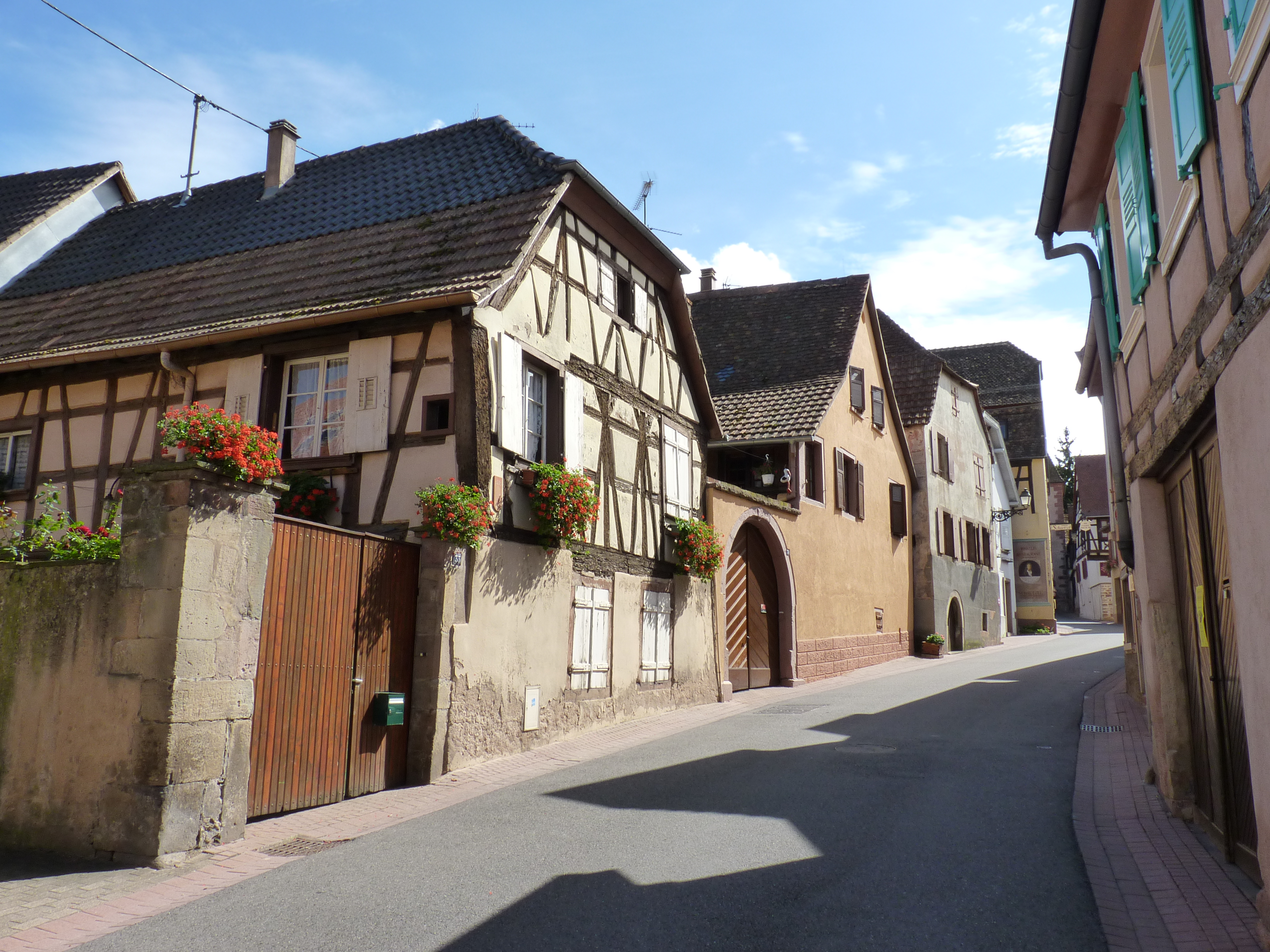
Bœrsch (France)
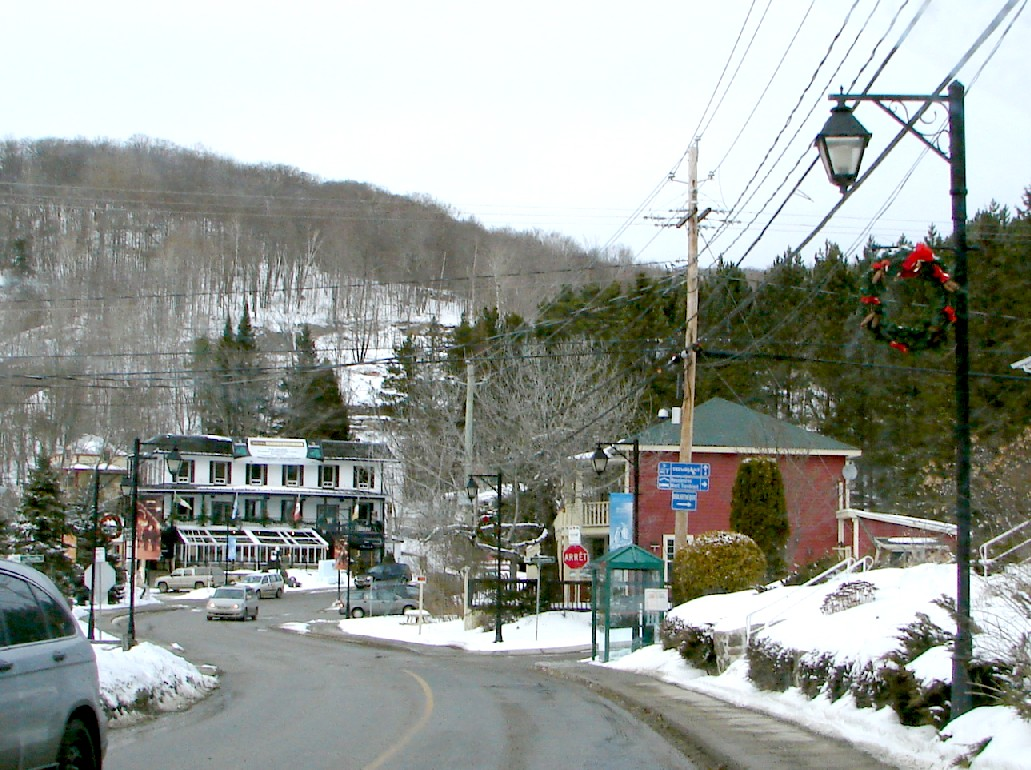
Mont-Tremblant (Canada)
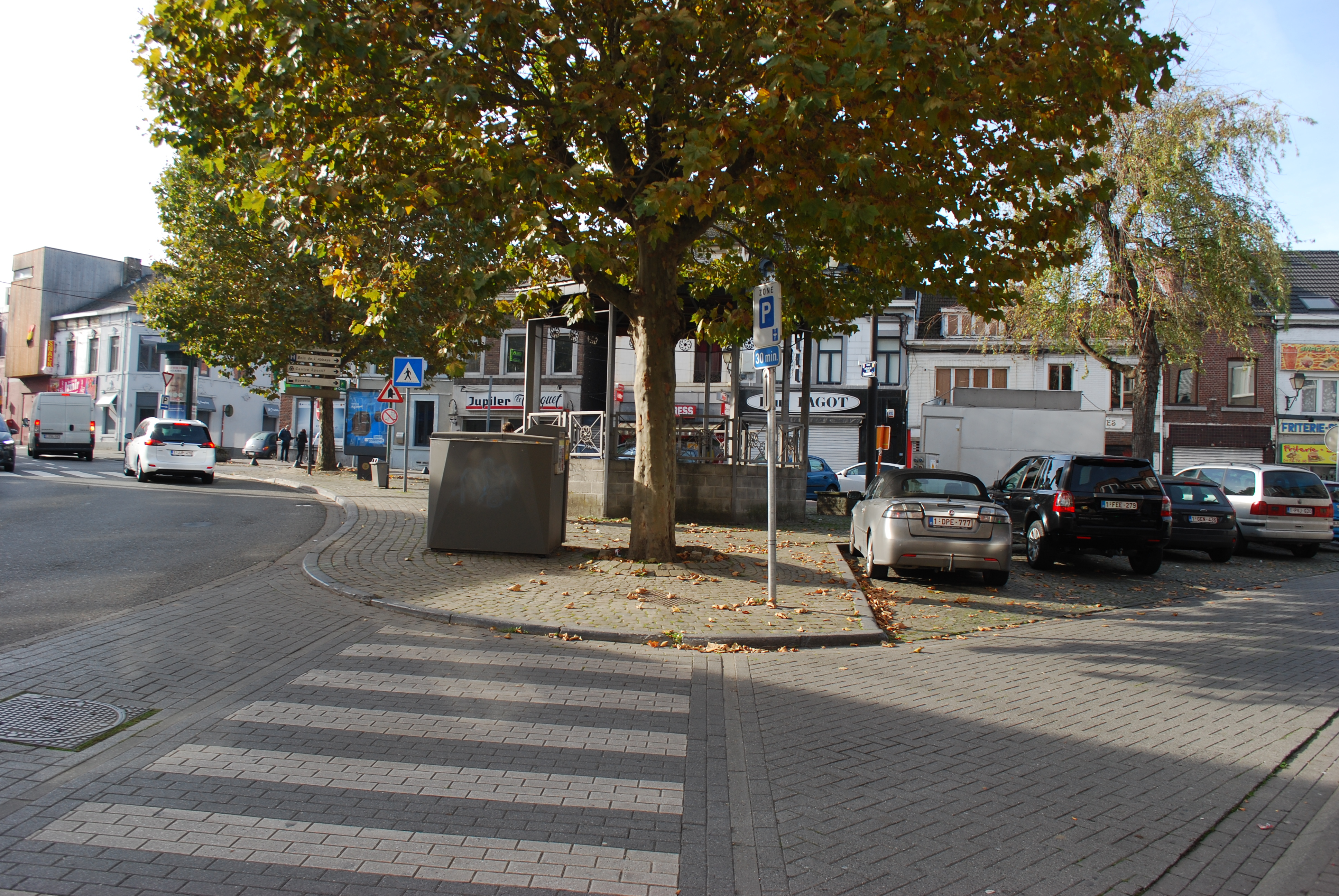
Seraing (Belgique)
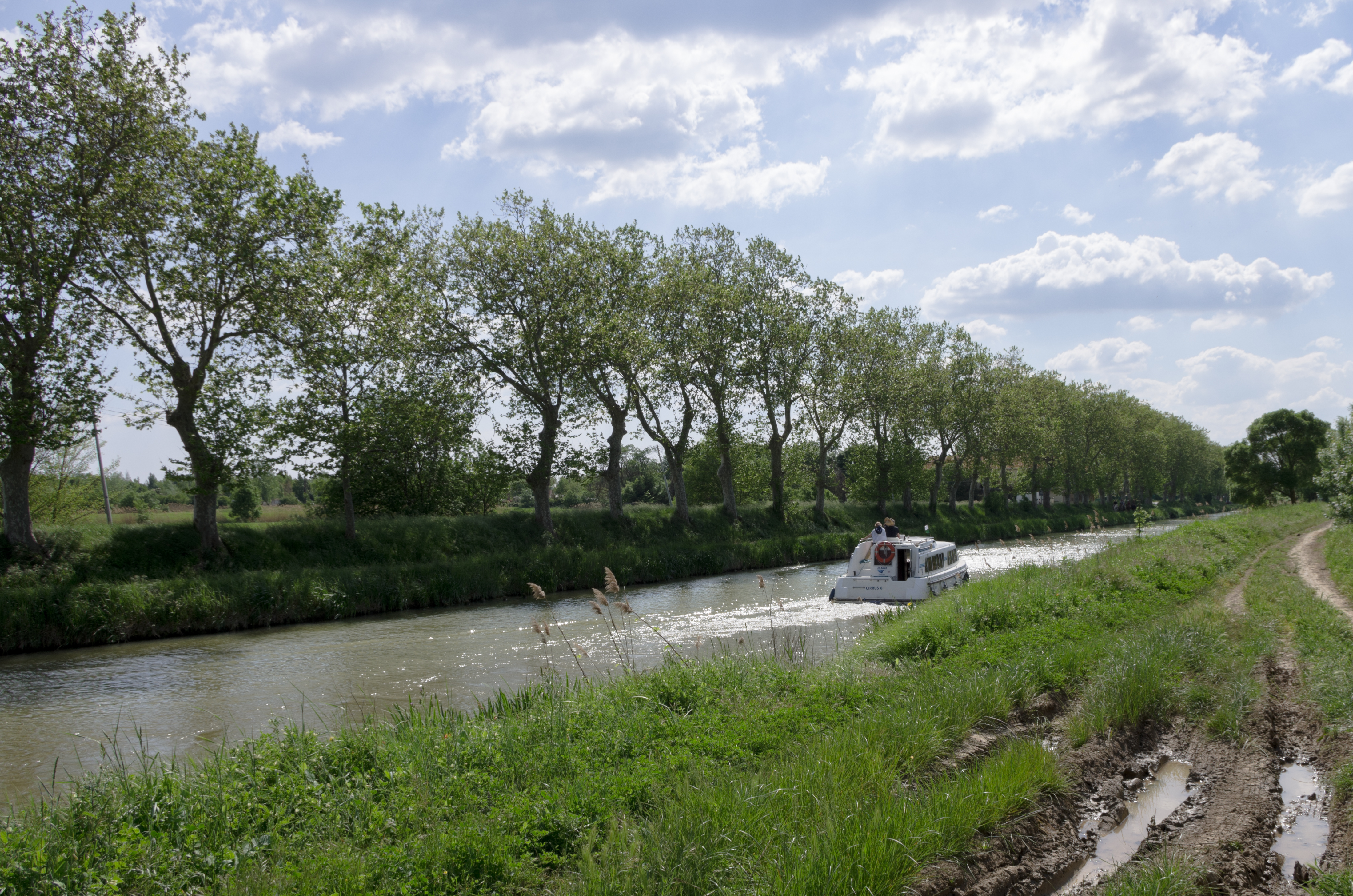
Canal du Midi à Vias (France)

## Population et société

### Démographie
L'évolution du nombre d'habitants est connue à travers les recensements de la population effectués dans la commune depuis 1793. Pour les communes de moins de 10 000 habitants, une enquête de recensement portant sur toute la population est réalisée tous les cinq ans, les populations de référence des années intermédiaires étant quant à elles estimées par interpolation ou extrapolation. Pour la commune, le premier recensement exhaustif entrant dans le cadre du nouveau dispositif a été réalisé en 2006.

En 2022, la commune comptait 1 168 habitants, en évolution de −6,26 % par rapport à 2016 (Haute-Savoie : +6,01 %, France hors Mayotte : +2,11 %).
| 1793 | 1800 | 1806 | 1822 | 1838 | 1848 | 1858 | 1861 | 1866 |
| ---- | ---- | ---- | ---- | ---- | ---- | ---- | ---- | ---- |
| 618  | 88   | 282  | 506  | 500  | 458  | 458  | 454  | 443  |

| 1872 | 1876 | 1881 | 1886 | 1891 | 1896 | 1901 | 1906 | 1911 |
| ---- | ---- | ---- | ---- | ---- | ---- | ---- | ---- | ---- |
| 467  | 473  | 496  | 499  | 550  | 593  | 610  | 643  | 562  |

| 1921 | 1926 | 1931 | 1936 | 1946 | 1954 | 1962 | 1968 | 1975 |
| ---- | ---- | ---- | ---- | ---- | ---- | ---- | ---- | ---- |
| 511  | 534  | 501  | 493  | 565  | 563  | 642  | 755  | 848  |

| 1982  | 1990  | 1999  | 2006  | 2011  | 2016  | 2021  | 2022  | - |
| ----- | ----- | ----- | ----- | ----- | ----- | ----- | ----- | - |
| 1 024 | 1 255 | 1 190 | 1 254 | 1 183 | 1 246 | 1 193 | 1 168 | - |

### Enseignement
Châtel propose un système éducatif complet pour répondre aux besoins de sa population locale. Le village compte une école primaire ainsi que d'autres établissements d'enseignement dans les environs.

#### Ecole Primaire
Châtel dispose d'une école primaire accueillant les élèves de la maternelle jusqu'au CM2.
En plus de l'enseignement formel, Châtel propose également des activités éducatives complémentaires pour enrichir le parcours des élèves. Cela peut inclure des sorties éducatives, des programmes sportifs, des activités culturelles et artistiques, ainsi que des projets communautaires. Ces initiatives visent à offrir aux étudiants une expérience éducative holistique et variée.

### Manifestations culturelles et festivités
- Châtel Mountain Style Contest (VTT, freeride et slopestyle, début juillet).
- Pass'Portes du Soleil MTB (fin juin).
- Trial 4x4 (début juillet).
- Fête Nationale (14 juillet).
- Reboul Jam (fin juillet).
- Fête de la Saint-Laurent (début août).
- Châtel retourne en enfance (début août).
- Fête du Lac de Vonnes (début août).
- La Belle Dimanche (mi-août).
- Europa Truck Trial (début septembre).
- Montée Historique (mi-septembre).
- Châtel Christmas (fin décembre).
- Nouvel an (31 décembre).
- Tournoi des 6 stations (mi-février).
- Raclett'O Show (mi-février).
- La Session Big Air Nocturne (mi-février).
- Châtel Classic (de mi à fin février).
- Ladies Night Tour (fin février).
- Mardi Gras et Fête des Agriculteurs (Famille Plus, fin février).
- Oxfam Wintertrail (60 km de marche en raquettes solidaire, équipes de 4, 30 h, début mars).
- Razorsnowbike (début mars).
- Rock The Pistes Festival (mi-mars).
- Course à Obstacle Châtel X Trem (mi-avril).
- Châtel Water Slide (fin avril).

### Santé
Châtel dispose d'un certain nombre de services médicaux pour répondre aux besoins de la population locale. On y trouve notamment un cabinet médical où exercent des médecins généralistes qui assurent les consultations et les soins de première ligne. De plus, des spécialistes tels que des dentistes, des orthophonistes et des kinésithérapeutes sont également présents dans la commune. Cependant, il convient de noter que la disponibilité de certains spécialistes peut être limitée, et dans certains cas, les résidents peuvent être orientés vers des praticiens dans les villes voisines pour des services plus spécialisés.

### Sports et loisirs
Châtel est une station de sports d'hiver située au cœur du domaine international franco-suisse des Portes du Soleil. Le domaine skiable de Châtel est originellement divisé en deux parties : le domaine de Super-Châtel et celui de Linga - Pré La Joux.
Le domaine de Super-Châtel permet de rejoindre les stations de Morgins et Torgon, il est classiquement plus apprécié des skieurs débutants et des pratiquants du Snowpark. Le domaine de Linga - Pré La Joux permet d'accéder à la station d'Avoriaz, et est jugé plus difficile pour les débutants.
Aujourd'hui[Quand ?], dans le domaine de Châtel :
- 2 télécabines et 47 pistes sur 83 km ;
- 13 (+1 en construction) télésièges ; (Gabelou démonté et déplacé et Portes du Soleil neuf) ;
- 21 téléskis ;
- 4 télécordes ;
- 5 écoles de ski;
- 2 jardins des neiges;
- du ski nocturne;
- du biathlon;
- 1 piste Mauve Milka;
- 1 itinéraire hors-piste;
- 1 zone ludique et pédagogique;
- des pistes de luges;
- des balades et randonnées en raquettes;
- Dualski, Uniski, Kartski, Tandemski, Taxiski;
- 1 Smoothpark;
- 1 DVA Park;
- 1 fantasticable;
- de nouvelles glisses: snake gliss, airboard, yooner, snowracer,

et dans le domaine des Portes du Soleil :
- 206 remontées mécaniques et 275 pistes sur 650 km.

Une partie des remontées mécaniques fonctionne durant l'été, notamment à Super-Châtel, permettant ainsi un accès facile aux pistes de VTT et à de nombreux sentiers de randonnée.
Le centre aquatique fonctionne toute l'année.
On  pratique le parapente, la haute montagne  et la randonnée pédestre toute l'année.
Le printemps, l'été et l'automne, sont propices aux autres activités de pleine nature, comme le VTT, l'escalade, l'accrobranche, la pêche, les sports d'eaux vives, le bob-luge, le dévalkart, le rollerbe, les sports de balle: tennis, pétanque, mini-golf, golf, les parcours santé et trail.
Pour se divertir un bar bowling, une discothèque, deux salles de cinéma.

### Médias
La commune est couverte par des antennes locales de radios dont France Bleu Pays de Savoie, ODS Radio, La Radio Plus, RCF Haute-Savoie ou encore Radio Châtel RTL2. Enfin, la chaîne de télévision locale TV8 Mont-Blanc diffuse des émissions sur les pays de Savoie. Régulièrement, l'émission La Place du village expose la vie locale. France 3 et sa station régionale France 3 Alpes peuvent parfois relater les faits de vie de la commune. La commune possède aussi une chaîne TNT et en ligne Châtel TV.
La presse écrite locale est représentée par des titres comme Le Dauphiné libéré, L'Essor savoyard, Le Messager - édition Chablais, le Courrier savoyard.

### Personnalités liées à la commune
- Françoise Macchi : skieuse (10 victoires en coupe du monde, médaille de bronze aux championnats du monde).
- Pierre Ochs : skieur.
- Yannick Bertrand : skieur.
- Nicolas Thoule : skieur.
- Virginie Faivre : skieuse (médaille d'or au championnat du monde de half pipe en 2009, globe de cristal coupe du monde de half pipe).
- Jérôme Phalippou : illustrateur et dessinateur de bande dessinée, ancien douanier à la “Vieille Douane” de Châtel.
- Jade Grillet-Aubert : Skieuse ( Vice championne du monde par équipe de skicross en 2025, 3 podium en coupe du monde )
- Benjamin Cavet : Skieur

## Économie

### Tourisme
En 2017, la commune est labellisée « Station verte », "Famille Plus" et "Flocon Vert". Châtel Tourisme a reçu la marque nationale "Qualité Tourisme" en 2015.
La région a reçu le label Géoparc, en mars 2012, tandis que le val d'Abondance, auquel appartient la commune, possède un patrimoine environnemental et culturel important, qui lui a permis d'obtenir le label « Villes et Pays d'art et d'histoire » avec l'appellation Pays de la Vallée d'Abondance.
Les abords du lac de Vonnes sont aménagés pour les promenades et une aire de jeux proche.
L'organisme promotionnel Savoie Mont Blanc estimait en 2017 que la capacité d'accueil de la commune et de la station était de 23 321 lits touristiques répartis dans 3 670 établissements. Au 1er janvier 2018, l'Insee indique que la capacité hôtelière de la commune est de 472 chambres réparties dans 25 hôtels dont 1 hôtel quatre étoiles, 9 hôtels trois étoiles, 12 hôtels deux étoiles et 3 hôtels non classés. La commune dispose d'un camping d'une capacité de 97 emplacements. Les structures collectives (résidences de tourisme, centres ou villages de vacances, auberges de jeunesse, maisons familiales) sont au nombre de 8 avec une capacité d'accueil de 2 169 lits touristiques et d'un refuge ou gîte d'étape.
La station-commune est dotée de plusieurs restaurants (pizzérias, crêperie, snack), restaurants d'altitude.
La station et ses différents quartiers sont reliés par des navettes communales, gratuites, ainsi qu'un petit train touristique en saison. La navette intercommunale ColomBus la relie à Chevenoz pendant la saison touristique.
En hiver, les amateurs de sports de glisse peuvent profiter des pistes de ski de renommée mondiale des Portes du Soleil. Avec plus de 600 kilomètres de pistes reliées, c'est l'un des plus grands domaines skiables au monde. Châtel propose également des sentiers de ski de fond, des balades en raquettes et des circuits de randonnée hivernale.

## Culture et patrimoine

### Lieux et monuments

#### Monuments religieux

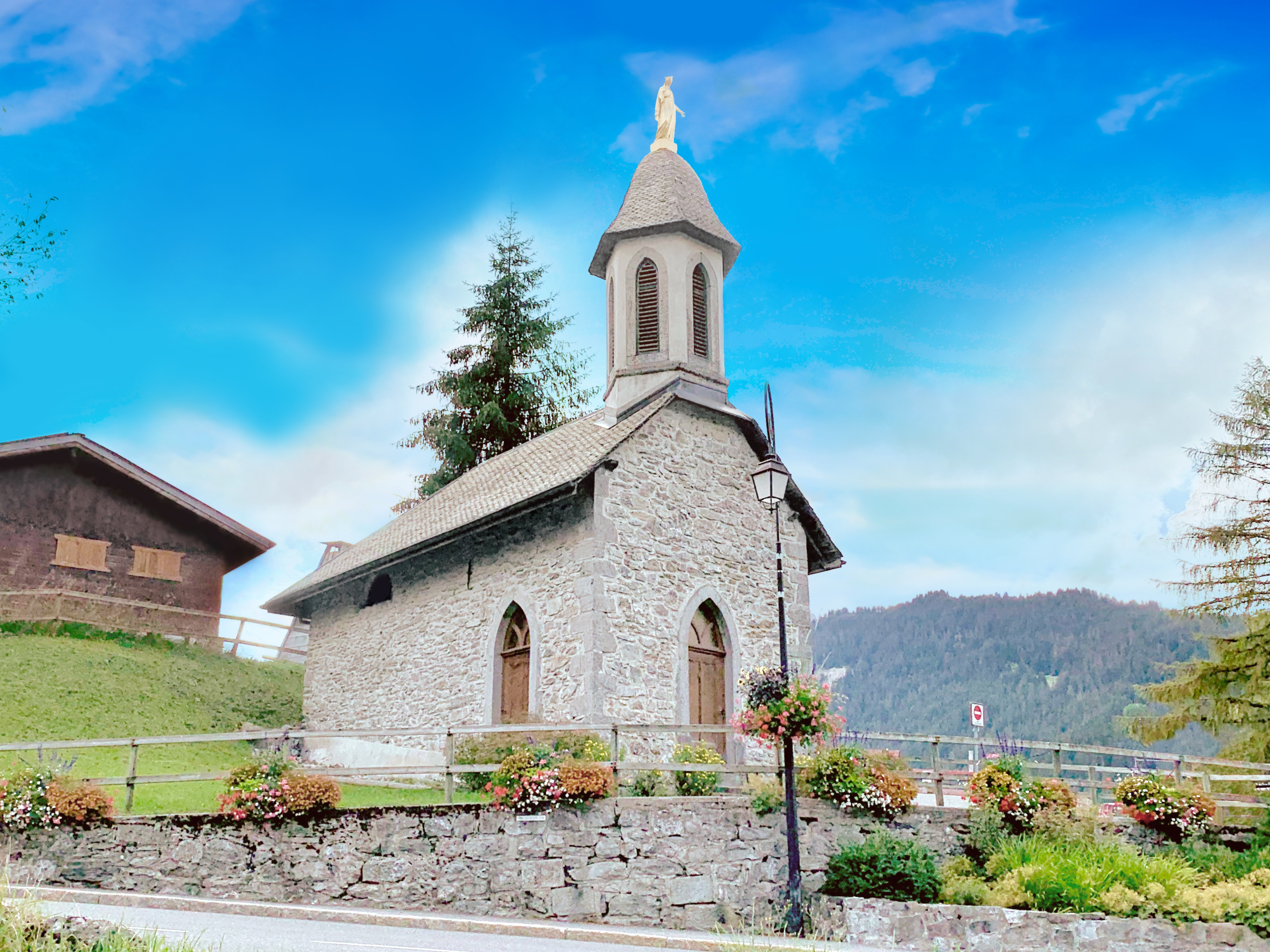
La chapelle Notre-Dame-des-Neiges ou Chapelle de Vonnes.

- Église Saint-Laurent, de style néogothique (1904)[9],[20].  Inscrit MH (1995)[21],[22].
- Presbytère de 1784, restauré au XXe siècle.
- Chapelle Notre-Dame de Plaine-Dranse
- Chapelle de Vonnes.
- Chapelle de l'Essert.

#### Patrimoine environnemental
- Plaine Dranse.
- Col de Bassachaux.
- Lac de Vonnes.

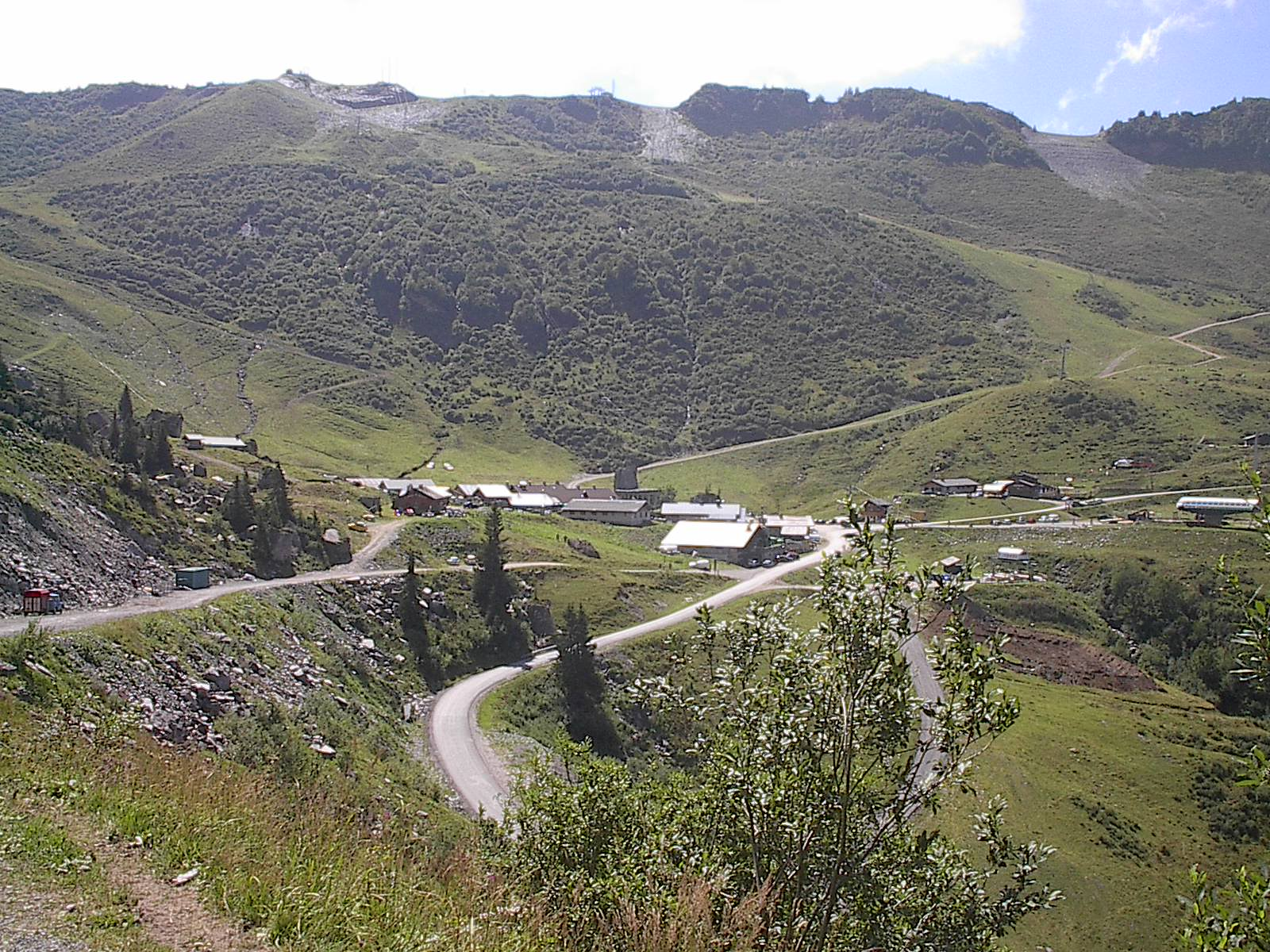
Le hameau de Plaine Dranse
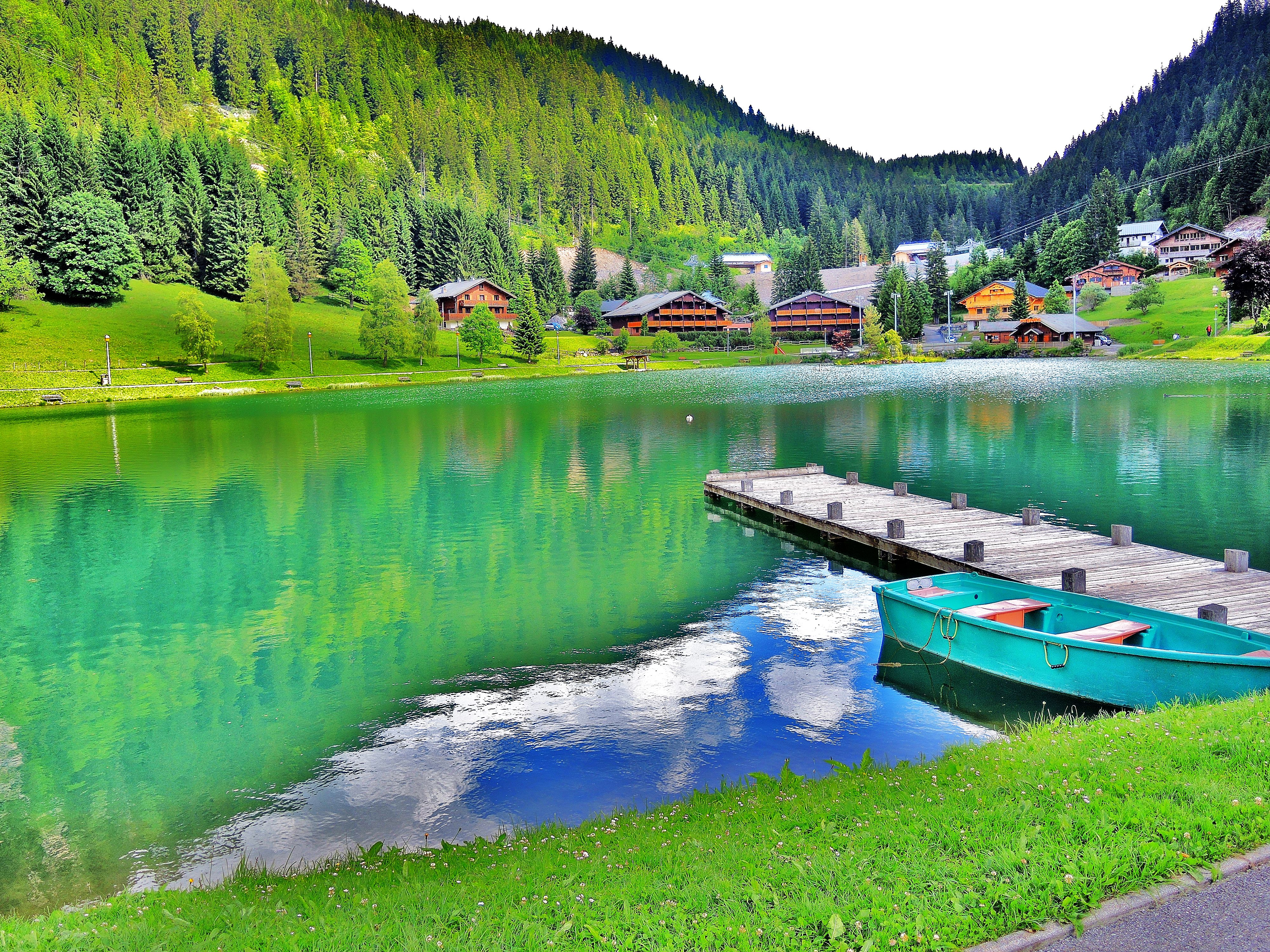
Lac de Vonnes
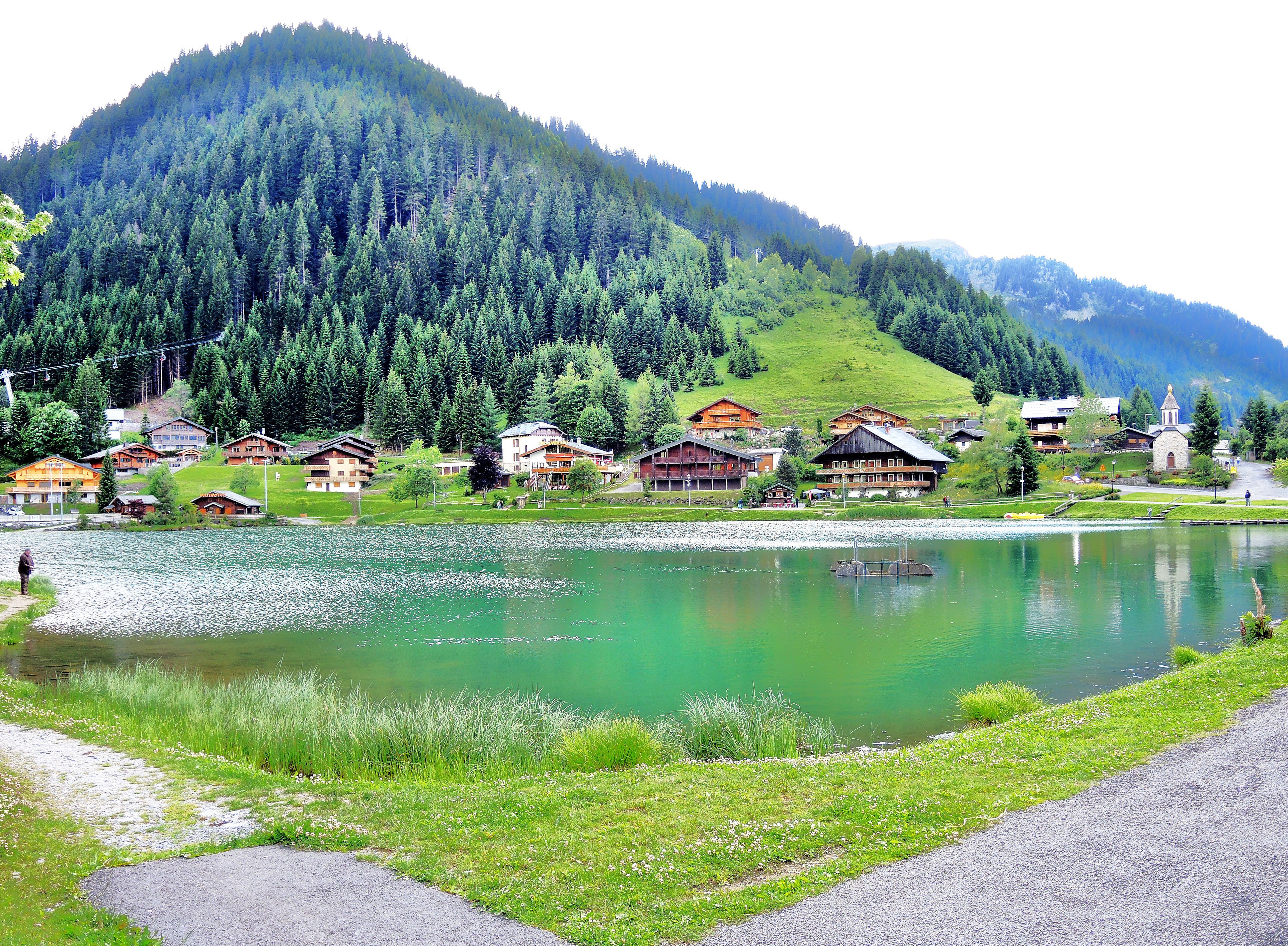
Lac de Vonnes

### Espaces verts et fleurissement
En 2014, la commune obtient le niveau « trois fleurs » au concours des villes et villages fleuris.